# لیا زوپلی
لیا زوپلی (به انگلیسی: Lia Zoppelli) (زاده ۱۶ نوامبر ۱۹۲۰ – درگذشته ۲ ژانویه ۱۹۸۸) بازیگر ایتالیایی بود.
از فیلم‌های معروف او می‌توان به بازی در کراسلا اشاره کرد.